# Еловка (Псковская область)
Еловка — деревня в Опочецком районе Псковской области. Входит в состав Глубоковской волости.
Расположена к северо-востоку от озера Глубокое, в 33 км к юго-востоку от города Опочка и в 1 км к востоку от волостного центра, деревни Глубокое.
Численность населения по состоянию на 2000 год составляла 16 человек.